# Japan Open Tennis Championships 2022 - Qualificazioni singolare
Le qualificazioni del singolare del Japan Open Tennis Championships 2022 sono state un torneo di tennis preliminare per accedere alla fase finale della manifestazione. I vincitori dell'ultimo turno sono entrati di diritto nel tabellone principale. In caso di ritiro di uno o più giocatori aventi diritto a questi sono subentrati i lucky loser, ossia i giocatori che hanno perso nell'ultimo turno ma che avevano una classifica più alta rispetto agli altri partecipanti che avevano comunque perso nel turno finale.

## Teste di serie
1. Nicolás Jarry (primo turno)
2. Elias Ymer (ultimo turno)
3. Hiroki Moriya (ultimo turno, lucky loser)
4. Rio Noguchi (qualificato)

1. Max Purcell (ultimo turno)
2. Ramkumar Ramanathan (qualificato)
3. Aziz Dougaz (primo turno)
4. Sho Shimabukuro (qualificato)

## Qualificati
1. Yuta Shimizu
2. Ramkumar Ramanathan

1. Sho Shimabukuro
2. Rio Noguchi

### Lucky loser
1. Hiroki Moriya

## Tabellone

### Sezione 1
|  | Primo turno | Primo turno   | Primo turno   | Primo turno | Primo turno |  |  | Ultimo turno | Ultimo turno | Ultimo turno | Ultimo turno | Ultimo turno |  |
|  |             |               |               |             |             |  |  |              |              |              |              |              |  |
|  | 1           | Nicolás Jarry | Nicolás Jarry | 4           | 4           |  |  |              |              |              |              |              |  |
|  | WC          | Yuta Shimizu  | Yuta Shimizu  | 6           | 6           |  |  | WC           | Yuta Shimizu | Yuta Shimizu | 6            | 6            |  |
|  | WC          | Shintaro Imai | 6             | 65          | 5           |  |  | 5            | Max Purcell  | Max Purcell  | 3            | 4            |  |
|  | 5           | Max Purcell   | 4             | 7           | 7           |  |  |              |              |              |              |              |  |

### Sezione 2
|  | Primo turno | Primo turno         | Primo turno         | Primo turno | Primo turno |  |  | Ultimo turno | Ultimo turno        | Ultimo turno | Ultimo turno | Ultimo turno |  |
|  |             |                     |                     |             |             |  |  |              |                     |              |              |              |  |
|  | 2           | Elias Ymer          | Elias Ymer          | 7           | 6           |  |  |              |                     |              |              |              |  |
|  | WC          | Renta Tokuda        | Renta Tokuda        | 63          | 3           |  |  | 2            | Elias Ymer          | 7            | 4            | 1            |  |
|  | Alt         | Ryota Tanuma        | Ryota Tanuma        | 5           | 3           |  |  | 6            | Ramkumar Ramanathan | 5            | 6            | 6            |  |
|  | 6           | Ramkumar Ramanathan | Ramkumar Ramanathan | 7           | 6           |  |  |              |                     |              |              |              |  |

### Sezione 3
|  | Primo turno | Primo turno     | Primo turno     | Primo turno | Primo turno |  |  | Ultimo turno | Ultimo turno    | Ultimo turno | Ultimo turno | Ultimo turno |  |
|  |             |                 |                 |             |             |  |  |              |                 |              |              |              |  |
|  | 3           | Hiroki Moriya   | Hiroki Moriya   | 6           | 6           |  |  |              |                 |              |              |              |  |
|  |             | Yuki Mochizuki  | Yuki Mochizuki  | 3           | 4           |  |  | 3            | Hiroki Moriya   | 7            | 3            | 3            |  |
|  |             | Gō Soeda        | Gō Soeda        | 3           | 4           |  |  | 8            | Sho Shimabukuro | 5            | 6            | 6            |  |
|  | 8           | Sho Shimabukuro | Sho Shimabukuro | 6           | 6           |  |  |              |                 |              |              |              |  |

### Sezione 4
|  | Primo turno | Primo turno      | Primo turno      | Primo turno | Primo turno |  |  | Ultimo turno | Ultimo turno     | Ultimo turno | Ultimo turno | Ultimo turno |  |
|  |             |                  |                  |             |             |  |  |              |                  |              |              |              |  |
|  | 4           | Rio Noguchi      | Rio Noguchi      | 6           | 6           |  |  |              |                  |              |              |              |  |
|  | PR          | Tatsuma Itō      | Tatsuma Itō      | 0           | 2           |  |  | 4            | Rio Noguchi      | 0            | 6            | 6            |  |
|  | Alt         | Yusuke Takahashi | Yusuke Takahashi | 6           | 6           |  |  | Alt          | Yusuke Takahashi | 6            | 2            | 0            |  |
|  | 7           | Aziz Dougaz      | Aziz Dougaz      | 3           | 1           |  |  |              |                  |              |              |              |  |